# Saint-Pierre-de-Genebroz
Saint-Pierre-de-Genebroz és un municipi francès situat al departament de la Savoia i a la regió d'Alvèrnia-Roine-Alps. L'any 2007 tenia 296 habitants.

## Demografia

### Població
El 2007 la població de fet de Saint-Pierre-de-Genebroz era de 296 persones. Hi havia 111 famílies de les quals 25 eren unipersonals (7 homes vivint sols i 18 dones vivint soles), 36 parelles sense fills i 50 parelles amb fills.
La població ha evolucionat segons el següent gràfic:
Habitants censats

### Habitatges
El 2007 hi havia 134 habitatges, 107 eren l'habitatge principal de la família, 13 eren segones residències i 14 estaven desocupats. 122 eren cases i 12 eren apartaments. Dels 107 habitatges principals, 95 estaven ocupats pels seus propietaris, 11 estaven llogats i ocupats pels llogaters i 2 estaven cedits a títol gratuït; 2 tenien dues cambres, 13 en tenien tres, 17 en tenien quatre i 75 en tenien cinc o més. 75 habitatges disposaven pel capbaix d'una plaça de pàrquing. A 38 habitatges hi havia un automòbil i a 64 n'hi havia dos o més.

### Piràmide de població
La piràmide de població per edats i sexe el 2009 era:
| Homes | Edats   | Dones |
| ----- | ------- | ----- |
| 0     | 95 o +  | 0     |
| 0     | 90 a 94 | 4     |
| 0     | 85 a 89 | 0     |
| 0     | 80 a 84 | 4     |
| 4     | 75 a 79 | 0     |
| 4     | 70 a 74 | 4     |
| 12    | 65 a 69 | 8     |
| 0     | 60 a 64 | 12    |
| 4     | 55 a 59 | 8     |
| 4     | 50 a 54 | 8     |
| 20    | 45 a 49 | 12    |
| 12    | 40 a 44 | 12    |
| 8     | 35 a 39 | 12    |
| 8     | 30 a 34 | 0     |
| 12    | 25 a 29 | 0     |
| 12    | 20 a 24 | 0     |
| 12    | 15 a 19 | 12    |
| 8     | 10 a 14 | 16    |
| 12    | 5 a 9   | 20    |
| 4     | 0 a 4   | 0     |

## Economia
El 2007 la població en edat de treballar era de 186 persones, 145 eren actives i 41 eren inactives. De les 145 persones actives 137 estaven ocupades (71 homes i 66 dones) i 8 estaven aturades (4 homes i 4 dones). De les 41 persones inactives 19 estaven jubilades, 14 estaven estudiant i 8 estaven classificades com a «altres inactius».

### Ingressos
El 2009 a Saint-Pierre-de-Genebroz hi havia 112 unitats fiscals que integraven 317 persones, la mediana anual d'ingressos fiscals per persona era de 18.579 €.

### Activitats econòmiques
Dels 16 establiments que hi havia el 2007, 8 eren d'empreses de construcció, 1 d'una empresa de comerç i reparació d'automòbils, 1 d'una empresa d'hostatgeria i restauració, 1 d'una empresa d'informació i comunicació, 2 d'empreses immobiliàries i 3 d'entitats de l'administració pública.
Dels 7 establiments de servei als particulars que hi havia el 2009, 1 era un paleta, 1 guixaire pintor, 2 fusteries, 1 lampisteria, 1 empresa de construcció i 1 agència immobiliària.
L'any 2000 a Saint-Pierre-de-Genebroz hi havia 16 explotacions agrícoles que ocupaven un total de 710 hectàrees.

## Poblacions més properes
El següent diagrama mostra les poblacions més properes.